# Hahmojärvi
Hahmojärvi är en sjö i Finland. Den ligger i Birkala kommun i landskapet Birkaland, i den södra delen av landet, 150 km nordväst om huvudstaden Helsingfors. Hahmojärvi ligger 123 meter över havet. Arean är 6,8 hektar och strandlinjen är 1,15 kilometer lång. Sjön  ingår i Kumo älvs huvudavrinningsområde.   I omgivningarna runt Hahmojärvi växer i huvudsak blandskog.